# Naomi van As
Naomi Frances van As (ur. 26 lipca 1983 w Hadze) – holenderska hokeistka na trawie. Dwukrotna złota medalistka olimpijska, oraz srebrna medalistka igrzysk w Rio de Janeiro (2016).
W reprezentacji Holandii debiutowała w 2006. Brała udział w dwóch igrzyskach (IO 08, IO 12), na obu zdobywała złote medale. Z kadrą brała udział m.in. w mistrzostwach świata w 2006 (tytuł mistrzowski) i 2010 (srebro) oraz kilku turniejach Champions Trophy (zwycięstwa w 2004, 2005, 2007 i 2011) i mistrzostwach Europy (złoto w 2005, 2009 i 2011). Łącznie w kadrze rozegrała 147 spotkań (32 gole).